# (38269) Gueymard
(38269) Gueymard (1999 RN33) – planetoida z pasa głównego asteroid okrążająca Słońce w ciągu 5,17 lat w średniej odległości 2,99 j.a. Odkryta 10 września 1999 roku.